# 神智学
神智学（英語：Theosophy），又称证道学，是一种涉及宗教哲学和神秘主义的新兴宗教，混合了一些西方哲学思想如新柏拉图主义和东方的印度教、佛教元素。神智学认为，史上所有宗教都是由久已失传的“神秘信条”演化出来的。神智学的创始人物有海倫娜·布拉瓦茨基，亨利·斯太尔·奥尔科特，以及威廉·關·賈奇。他们于1875年在纽约市创立了神智學協會。

## 词源
神智学原文为，这一词来自希腊语“theos”（神）与“sophia”（智慧）的结合，意为“神的智慧”。

## 定义
海伦娜·布拉瓦茨基坚称它并不是宗教，但她也说过神智学是“曾经普世的宗教”的现代形态。“不是宗教”这一点体现在它对其他信仰以及哲学、科学的包容性上，它并不禁止信徒信仰其他的学说。
但宗教学家认为它就一种宗教，它传播的是一种宗教式的世界观，使用的也是很明显的宗教术语，依赖的是信仰而非事实。奥拉夫·哈默（Olav Hammer）和迈克尔·罗特施泰因（Mikael Rothstein）认为它是现代最重要的宗教传统之一，乔斯林·戈德温（Joscelyn Godwin）说它是一个具有包容性的宗教运动，J·杰弗里·富兰克林（J. Jeffrey Franklin）认为它是一个“杂交的宗教”（hybrid religion）。总而言之，它必定属于新兴宗教。
其源头是西方秘契主义，它对西方秘契主义在20世纪的复兴奠定了基石。虽然它混合了不少印度宗教元素，但社会学家克里斯托弗·帕特里奇仍然认为它本质上仍是西方的，它所表达的东方只是西方人眼中的东方。

## 信仰
神智学会说并不存在官方的信条，只有一些所有成员都同意的“原则”，存在怀疑着神智学但同意其基本的普世理念的教友。
神智学基本是从布拉瓦茨基的作品中诞生的，由后来的神智学家改进。虽然布拉瓦茨基本人不认为神智学是她自己的发明，而是一些神秘的精神体（即所谓的“大师”）传授给她的。

### 大师
神智学的核心是一类名叫“大师”（Masters）的精神体，它们被视为神智学理论的源头，也可以被称为Mahatmas、 Adepts、 Masters of Wisdom、 Masters of Compassion、Elder Brothers。它们本来是人类，但由于道德、智力的完美而升为“大师”。经过多年的锻炼，它们有远超人类的寿命，拥有超自然的力量，比如千里眼和灵魂投射。布拉瓦茨基说它们主要生活在喜马拉雅的“西藏王国”。
它们拥有古代世界的知识，组成了“大白兄弟会”（Great White Brotherhood），观察、指导人类。神智学者宣称亚伯拉罕、摩西等圣经人物和乔达摩·悉达多、孔子、老子等东方古人以及雅各·波墨、亚历山德罗·卡格里奥斯特罗、弗朗兹·麦斯迈等现代人物都是“大师”。但最重要是布拉瓦茨基宣称曾接触过的「庫特忽米」和「莫里亞」。在传授知识之前，被选中者要经历一个考核期，需要禁欲多年。
神智学并不禁止偶像崇拜，布拉瓦茨基甚至鼓励信徒制作大师的肖像，有很多“大师”肖像是德国画家赫尔曼·施米兴绘制的，这些肖像得到了神智学者的认可和崇拜。
这种“大师”学说其实不是神智学首创，玫瑰十字会就有类似的理念。

### 世界观
神智学的世界观属于流溢说，认为人类眼中的世界只是幻觉，即摩耶。
布拉瓦茨基认为每个行星系都有一个太阳神（Solar Deity，或Logos）主宰，其下又有七个行星神。每个行星上的进化速度不同，基本顺序矿石-植物-动物-人类-超自然生物。其中人类又有七个“根种族”（Root Race），每个根种族又能划分出七个“亚种族”（Sub-Race）。
她认为现在人类已经进化到第五种族，即取代了第四种族亚特兰蒂斯人的雅利安人。而随着先知弥勒佛的到来，他们也将被第六种族取代。而当人类进化到第七种族时，就会离开地球。

### 仪式
神智学会并没有给出任何可供实践的宗教仪式，但不同的神智学团体可能会有自己的仪式，如自由天主教会和联合神智学舍（United Lodge of Theosophy）。

### 脚注
1. ↑  Lachman 2012，第137頁.
2. ↑  Franklin 2018，第193頁.
3. ↑  Santucci 2012，第234頁.
4. ↑  Campbell 1980，第196頁; Dixon 2001，第4頁.
5. ↑  Campbell 1980，第38, 72頁; Godwin 1994b，第xix頁; Hammer & Rothstein 2013，第2頁; Franklin 2018，第192頁.
6. ↑  Campbell 1980，第72, 196頁.
7. ↑  Hammer & Rothstein 2013，第2頁.
8. ↑  Godwin 1994b，第xix頁.
9. ↑  Franklin 2018，第xiv, 192頁.
10. ↑  Lowry 2019，第70頁.
11. ↑  Hanegraaff 2013，第130–31頁.
12. ↑  Hanegraaff 2013，第131頁.
13. ↑  Partridge 2004，第90–91頁.
14. ↑  Campbell 1980，第191頁; Dixon 2001，第4頁.
15. ↑  Dixon 2001，第3–4頁.
16. ↑  Dixon 2001，第4頁.
17. ↑  Santucci 2006，第1114頁.
18. ↑  Campbell 1980，第191頁.
19. ↑  Johnson 1994，第1頁.
20. ↑  Campbell 1980，第61頁.
21. 1 2 3 4 5  Campbell 1980，第53頁.
22. 1 2 3 4  Campbell 1980，第54頁.
23. ↑  Campbell 1980，第55–56頁.
24. 1 2  Campbell 1980，第55頁.
25. ↑  Introvigne 2018，第206頁.
26. ↑  Introvigne 2018，第212頁.
27. ↑  Introvigne 2018，第214頁.
28. ↑  Introvigne 2018，第220頁.
29. ↑  Campbell 1980，第56頁.
30. ↑  Campbell 1980，第62頁.
31. ↑  Campbell 1980，第47頁.
32. 1 2  Campbell 1980，第63頁.
33. ↑  Campbell 1980，第43頁.
34. ↑  Campbell 1980，第44頁; Lachman 2012，第256頁.
35. ↑  Lachman 2012，第256頁.
36. ↑  Goodrick-Clarke 2008，第223頁.
37. ↑  Campbell 1980，第45頁.
38. 1 2  Campbell 1980，第196頁.
39. ↑  Campbell 1980，第196–197頁.

## 扩展阅读
- Bednarowski, Mary Farrell. . Journal of the American Academy of Religion. 1980, 48 (2): 207–231. JSTOR 1462703. doi:10.1093/jaarel/XLVIII.2.207.
- Bergunder, Michael. . Journal of the American Academy of Religion. 2014, 82 (2): 398–426. doi:10.1093/jaarel/lft095.
- Bevir, Mark. . Journal of the American Academy of Religion. 1994, 62 (3): 747–767. JSTOR 1465212. doi:10.1093/jaarel/LXII.3.747.
- Bevir, Mark. . International Journal of Hindu Studies. 2003, 7 (1): 99–115  [2021-12-07]. JSTOR 20106850. S2CID 54542458. doi:10.1007/s11407-003-0005-4. （原始内容存档于2021-12-22）.
- Bryson, Mary E. . The Canadian Journal of Irish Studies. 1977, 3 (1): 32–40. JSTOR 25512386. doi:10.2307/25512386.
- Charjes, Julie. . Theosophical History. 2012, 16: 128–150.
- Charjes, Julie. . Journal of Religion in Europe. 2016, 9 (2–3): 247–275. doi:10.1163/18748929-00902008.
- Dixon, Joy. . Journal of the History of Sexuality. 1997, 7 (3): 409–433. JSTOR 4629636.
- Hammer, Olav. James R. Lewis , 编. . Cambridge: Cambridge University Press: 196–217. 2009. |contribution=被忽略 (帮助)
- Hanegraaff, Wouter. . Leiden: Brill. 1996. ISBN 978-9004106956.
- Hanegraaff, Wouter J. . Correspondences: An Online Journal for the Academic Study of Western Esotericism. 2017, 5: 3–39.
- Kirkley, Evelyn A. . Nova Religio: The Journal of Alternative and Emergent Religions. 1998, 1 (2): 272–288. JSTOR 10.1525/nr.1998.1.2.272. doi:10.1525/nr.1998.1.2.272.
- Kraft, Siv Ellen. . Numen. 2002, 49 (2): 142–177. JSTOR 3270480. doi:10.1163/156852702760186754.
- Lavoie, Jeffrey D. . 2012  [2021-12-07]. ISBN 9781612335537. （原始内容存档于2021-12-07）.
- Neufeldt, Ronald. Ronald W. Neufeldt , 编. . Albany: State University of New York Press. 1986. |contribution=被忽略 (帮助)
- Prothero, Stephen. . Religion and American Culture: A Journal of Interpretation. 1993, 3 (2): 197–216. JSTOR 1123988.
- Prothero, Stephen. . Journal of the American Academy of Religion. 1995, 63 (2): 281–302. JSTOR 1465402. doi:10.1093/jaarel/LXIII.2.281.
- Prothero, Stephen. . Bloomington: Indiana University Press. 1996.
- Santucci, James A. . Nova Religio: The Journal of Alternative and Emergent Religions. 2008, 11 (3): 37–63. JSTOR 10.1525/nr.2008.11.3.37. doi:10.1525/nr.2008.11.3.37.
- Scott, J. Barton. . History of Religions. 2009, 49 (2): 172–196. JSTOR 10.1086/649525. S2CID 161606445. doi:10.1086/649525.
- Van Wormer, Stephen R.; Gross, G. Timothy. . Historical Archaeology. 2006, 40 (1): 100–118. JSTOR 25617318. S2CID 141573487. doi:10.1007/BF03376717.
- Vinitsky, Ilya. . Slavic Review. 2006, 65 (3): 523–543. JSTOR 4148662. S2CID 163253453. doi:10.2307/4148662.